# Karen Peck and New River
Karen Peck and New River ist eine US-amerikanische religiöse White Gospelband aus Gainesville (Georgia). Sie werden allgemein dem Southern Gospel zugerechnet und gelten gegenwärtig als eine der typischsten Bands dieses Subgenres.

## Geschichte
Die Band besteht seit 1991 aus Karen Peck-Gooch, ihrer Schwester Susan Peck-Jackson und dem später hinzugekommenen Devin McGlamery. Der Ehemann von Susan, Ricky Gooch, war früher ebenfalls Mitglied und arbeitet heute als Tourmanager und Techniker der Band. Bei Auftritten werden sie regelmäßig von lokalen Chören begleitet, außerdem wird Gospeltypisch das Publikum mit einbezogen. Als Karen Peck war die Sängerin zuvor seit 1981 Sängerin der Band The Nelons und verschiedenen Musikproduktionen tätig.

## Erfolge
Neben dem häufigen Gewinn des Fanpreises der Zeitschrift Singing News, wurde die Band häufig für den GMA Dove Award (2000/01/02/03/08) und den Grammy Awards (2008 und 2009) nominiert.
Den Diamond Awards („Music recording sales certification“ ähnlich der Goldenen Schallplatte) für verkaufte Tonträger erhielten sie erstmals 1992, und 2009 für das Album Ephesians One als Album of the Year und den Song Whispered Prayers als Song of the Year.